# ستيوارت أندرسون (لاعب كرة قدم أسترالية)
ستيوارت أندرسون (بالإنجليزية: Stuart Anderson)‏ هو لاعب كرة قدم أسترالية أسترالي، ولد في 27 يونيو 1974 في سالي في أستراليا.

## وصلات خارجية
- ستيوارت أندرسون على موقع AustralianFootball.com (الإنجليزية)
- ستيوارت أندرسون على موقع AFLtables.com (الإنجليزية)